# Produkcja porcelany w Wałbrzychu

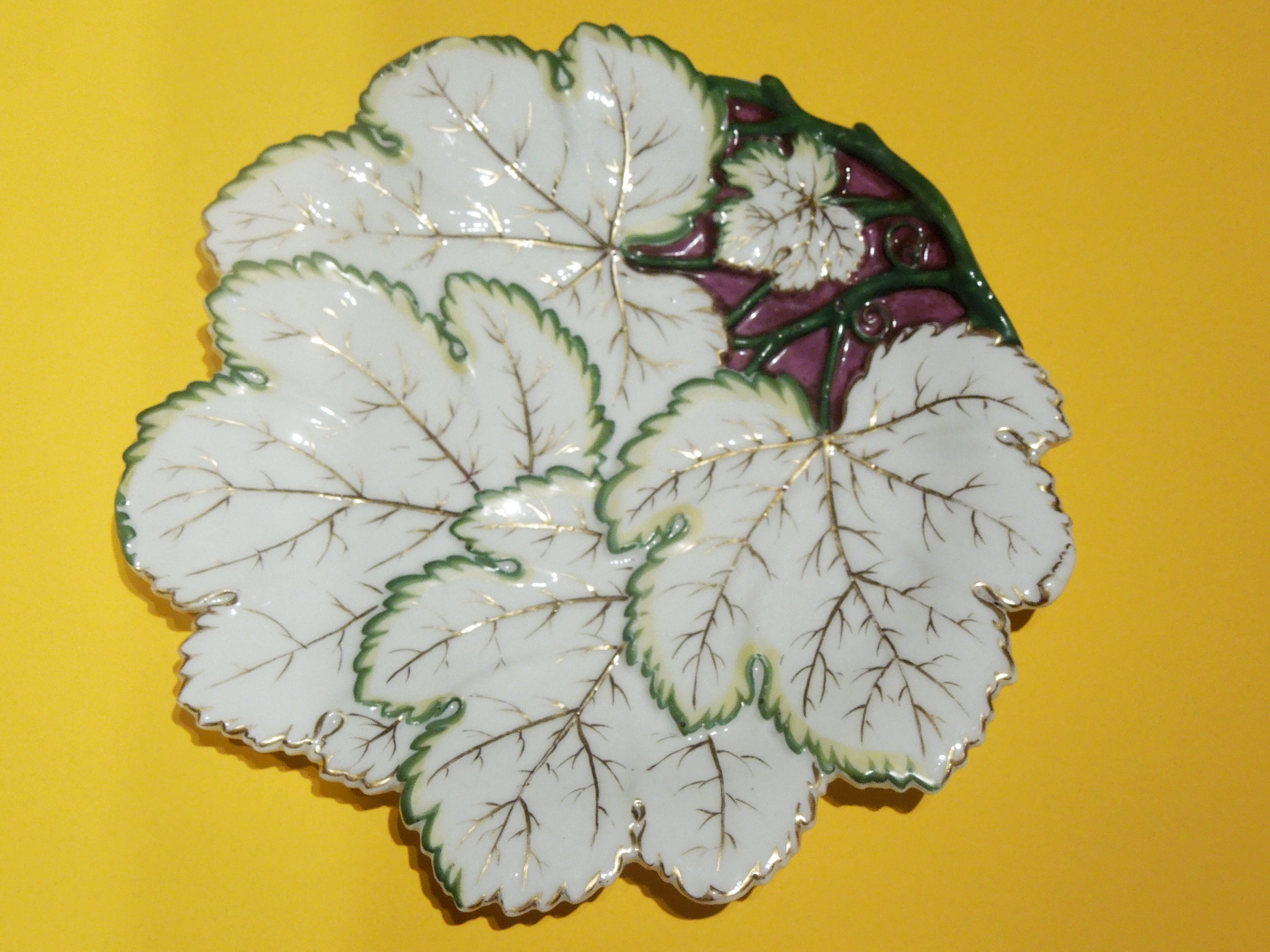
Porcelanowy talerzyk w kształcie liści winorośli, fabryka Carla Kristera z około 1840 roku

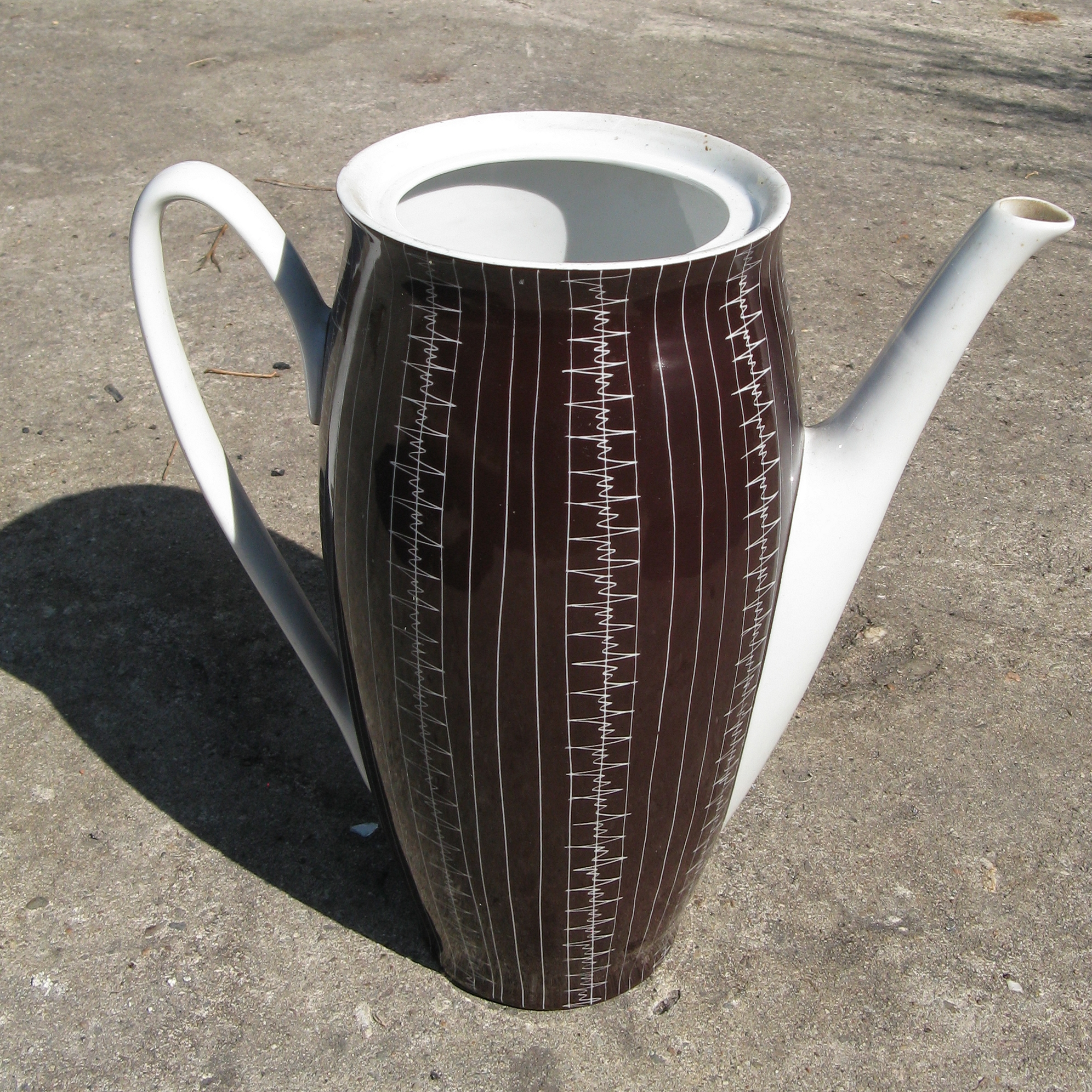
Ręcznie malowany porcelanowy dzbanek z Fabryki Porcelany Wałbrzych sprzed 1993 roku

Produkcja porcelany to tradycyjna gałąź przemysłu wałbrzyskiego. Początkiem produkcji porcelany w Wałbrzychu była fabryka wyrobów kamionkowych Rauscha, którą założono w 1820. Kolejnym wielkim zakładem była fabryka porcelany Hayna, wybudowana i uruchomiona w 1829. Obie te fabryki dały początek Zakładom Porcelany Stołowej „Krzysztof”. Od 1845 w Starym Zdroju czynna była fabryka porcelany Carla Tielscha, która po przemianowaniu, unowocześnieniu i rozbudowie w 1945, działała do 2012 pod nazwą Fabryka Porcelany „Wałbrzych”. Dwa największe zakłady, Zakłady Porcelany Stołowej „Krzysztof” i Fabryka Porcelany „Wałbrzych”, specjalizowały się od dawna w tej branży z powodzeniem eksportując wyroby na rynki światowe i zdobywając uznanie wśród klientów. O wiele mniejszą troskę o zdobywanie nowych rynków zdobywał wybudowany od podstaw Zakład Porcelany Stołowej „Krzysztof II” (późniejsza FP „Książ”). Zakład wybudowany za 2,2 mld złotych miał poprawić sprzedaż porcelany oraz zdobyć kolejną niszę rynkową eksportując swe wyroby. Nie najlepszej jakości porcelana, błędy w zarządzaniu zakładem oraz brak zainteresowania poszukiwaniem nowych rynków zbytu doprowadził zakład do olbrzymich długów (50 mld zł w 1990), a co za tym idzie do jego upadku. Zakład przemianowano na Fabrykę Porcelany „Książ”, jednak i ona zaczęła mieć szybko kłopoty ze zbytem.

## Fabryka Porcelany „Krzysztof”

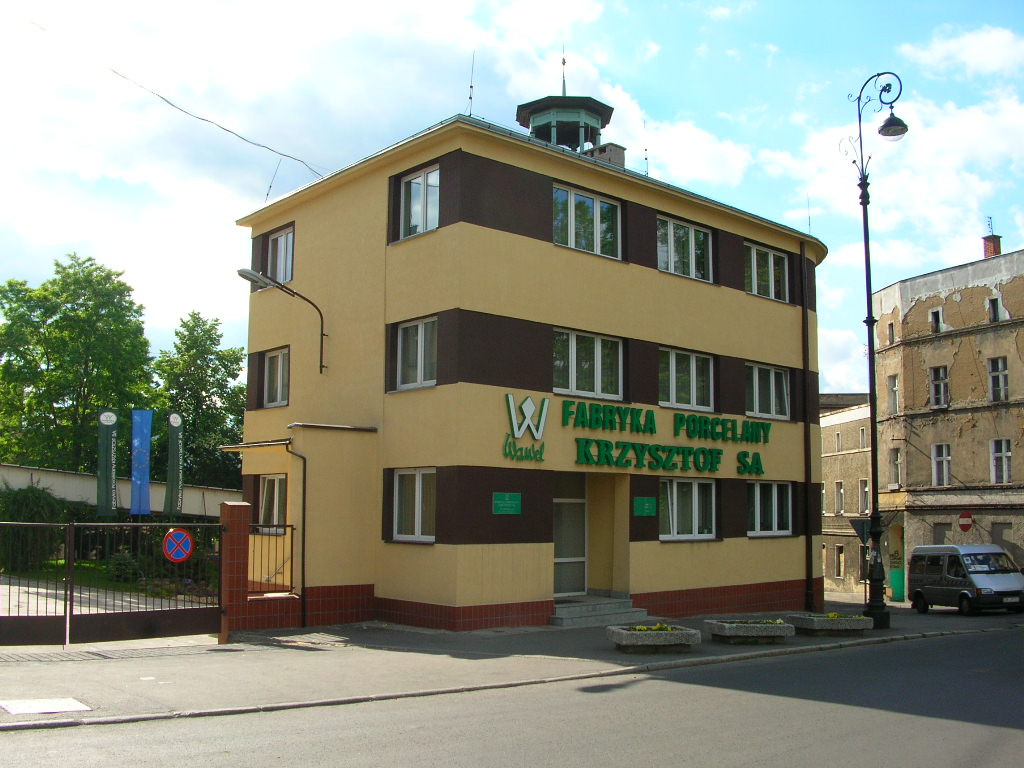
Fabryka Porcelany „Krzysztof”

Zakład mieścił się w centrum miasta, nieopodal Rynku starego miasta.

### Historia
Początek fabryki to rok 1831, kiedy to Carl Krister wykupił dwie sąsiadujące ze sobą fabryczki fajansu i łącząc w jedno przedsiębiorstwo, rozpoczął w nich produkcję porcelany. W niedługim czasie fabryka stała się jednym z większych pracodawców na terenie Wałbrzycha. Również wielkość produkcji plasowała zakład w ścisłej światowej czołówce. Firma eksportowała swe wyroby na największe rynki Europy i świata, zdobywając nagrody i wyróżnienia na targach i wystawach we Wrocławiu (1852, 1857) i w Paryżu (1867). Kryzys światowy oraz kłopoty ze zbytem zakładu, doprowadziły do przekształcenia fabryki w spółkę akcyjną w 1920. W roku 1921 zakład przeszedł fuzję z bawarską fabryką Ph Rosenthal w Selb, zmieniając nazwę na Krister Porzellan Manufaktur AG. Stan tej rzeczy utrzymał się do 1945 roku. Po przejęciu fabryki przez władze polskie zakłady zmieniły nazwę na Państwową Fabrykę Porcelany „Krister”, a następnie Zakłady Porcelany Stołowej „Krzysztof”. Znakiem handlowym, którym fabryka posługiwała się od 1953 roku jest „W – Wawel”.
Okres lat 90. XX w. to dla fabryki czas przekształceń własnościowych, rozpoczęty w maju 1995 roku. Efektem tychże reform było powołanie Pracowniczej Spółki Akcyjnej, a w następstwie zmiana nazwy na Fabrykę Porcelany „Krzysztof”. Po trzecim przetargu na zakup przedsiębiorstwa w 2010 fabryka została przejęta za ok. 6,3 mln zł przez Nordis Chłodnie Polskie z Zielonej Góry, a produkcja i zatrudnienie zostało utrzymane. Niestety – z powodu pandemii COVID-19 anulowano wiele zamówień, co spowodowało ograniczenie produkcji i zatrudnienia. Z początkiem roku 2023 rozpoczęła się likwidacja zakładu, spowodowana głównie wzrostem ceny gazu. W czerwcu 2023 ogłoszono wielką wyprzedaż zapasów. W 2024 r. Nordis Chłodnie Polskie (do której należała fabryka porcelany) została przejęta przez ukraińską firma Trzy Niedźwiedzie. Nowy właściciel zrealizował plan rozbiórki zaplanowany rok wcześniej. Likwidacja zakładu nie objęła będącego pod ochroną konserwatorską oryginalnego budynku z wieżą, natomiast 15 kwietnia 2025 zniknął czterdziestotrzymetrowy komin, będący charakterystycznym punktem śródmieścia Wałbrzycha.

### Wyroby
Fabryka zajmowała się produkcją porcelany stołowej i różnego rodzaju galanterii porcelanowej. Produkowała wysokogatunkową porcelanę stołową przy użyciu ówcześnie najnowszych technologii. Zakład wprowadził pionierską technologię prasowania izostatycznego. Oferta fabryki obejmowała kilkanaście wzorów oraz 10 fasonów, spośród których ostatni wprowadzono do sprzedaży w 2005 r. – Eureka. Współpracowano z cenionymi artystami i projektantami, wśród nich byli m.in. Lubomir Tomaszewski, Danuta Duszniak, Hanna Orthwein, Henryk Jędrasik, Anna Kuczyńska, Alicja Patanowska, Maria Jeglińska czy Tymek Jezierski.
Fabryka Porcelany „Krzysztof” jest znana na całym świecie, jej wyroby były zamawiane przez m.in. królewskie dwory, szwedzkie firmy na ślub księżniczki Wiktoria Bernadotte, Kancelarię Prezesa Rady Ministrów, Baracka Obamę czy też Alaksandra Łukaszenkę. W 2013 roku Porcelana Krzysztof przygotowała prezent w postaci bogato zdobionej szkatułki dla Księcia Jerzego, syna księżnej Katarzyny i księcia Williama.

### Inne
Budynki zakładu wystąpiły w wielu filmach i serialach – między innymi w produkcjach 07 zgłoś się, Hotel Europa czy Mroczne materie.

## Fabryka Porcelany „Wałbrzych” S.A.

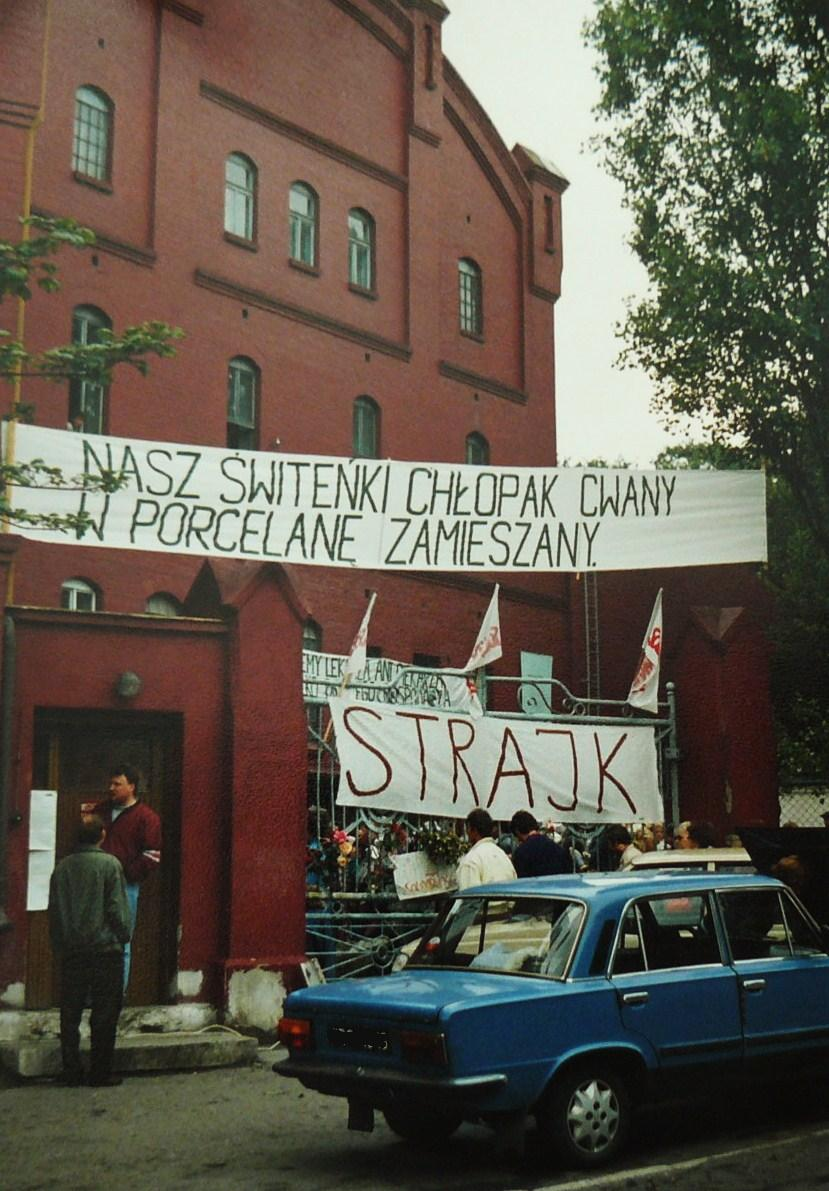
Strajk w wałbrzyskiej Porcelanie (6 lipca 1993)

Zakład mieścił się w dzielnicy Stary Zdrój, w sąsiedztwie dworca kolejowego Wałbrzych Miasto.

### Historia
Fabryka Porcelany „Wałbrzych” S.A. była kontynuatorem sięgającej I poł. XIX wieku tradycji produkcji porcelany, która znajdowała zbyt na rynkach krajowych i światowych. Początek FP Wałbrzych sięga 1845 roku, kiedy to wałbrzyską manufakturę założył przemysłowiec Carl Tielsch. Niewielka wówczas wytwórnia galanterii porcelanowej, dynamicznie się rozwijała, a w latach 30. XX wieku została wykupiona przez znany już wówczas koncern Hutchenreuter. W 1945 fabryka została znacjonalizowana, a jej nazwa została zmieniona na Zakłady Porcelany Stołowej „Wałbrzych”. W latach 60. XX w. fabryka była pionierem w opracowywaniu i wdrażaniu nowoczesnych rozwiązań technologicznych, zwłaszcza technologii związanych ze zdobnictwem oraz modelarstwem ceramiki. Do wyrobów firmy należały tak znane wzory przemysłowe, jak „Maria Teresa”, „Cora”, „Luna”, „Wenus”, „Tytan”. Rok 1992 to okres prywatyzacji zakładu, który działał jako spółka akcyjna do 2012 roku.

### Stan obecny
Po ogłoszeniu upadłości i przeprowadzeniu postępowania likwidacyjnego w 2012 roku syndyk sprzedał cały zakład wraz z przylegającymi terenami. Pozostałości zakładu zostały rozszabrowane. Zrujnowane zabudowania fabryki zostały ostatecznie w większości rozebrane.

## Fabryka Porcelany „Książ” Sp. z o.o.
Zakład mieścił się w dzielnicy Szczawienko, nieopodal Wałbrzyskiej Specjalnej Strefy Ekonomicznej.

### Historia
Początek fabryki datuje się na lata 70. XX wieku, kiedy to rozpoczęto na obrzeżach miasta budowę nowej fabryki porcelany pod nazwą „Zakłady Porcelany Stołowej w budowie”, potocznie nazywane KRZYSZTOF II. Związane to było z niemożliwością rozbudowy Fabryki Porcelany „Krzysztof”, znajdującej się w ścisłym centrum miasta. Zakład wybudowany w 1988 roku przyjął nazwę Fabryka Porcelany „Książ” Przedsiębiorstwo Państwowe. Miała to być najnowocześniejsza i największa fabryka w Europie, sfinansowana jednak wyłącznie z kredytów, gdyż została skreślona z listy priorytetów państwa, a co za tym idzie ograniczono wydatki na jej budowę. Rok 1990 to okres załamania się produkcji. Dodatkowo podniesienie stóp procentowych, problemy ze zbytem, wzrost cen na surowce i media spowodowały kryzys w fabryce. Próbowano wdrożyć system naprawczy, jednak nie przyniósł on pożądanych rezultatów. W 1991 roku mocno zadłużona i postawiona w stan likwidacji fabryka została zakupiona przez konsorcjum złożone m.in. z banków, wałbrzyskiego PEC-u, i spółek z kapitałem zagranicznym. Rozpoczęto produkcję w 1992 roku, pojawili się nowi klienci. W 1993 roku do tradycyjnej produkcji, jaką była produkcja zastawy stołowej, doszła produkcja wyrobów sanitarnych z porcelitu. Jednak zabiegi te nie spowodowały zmniejszenia strat. Spółka cały czas nie generowała zysku. W sierpniu 1998 roku spółkę odkupują Zakłady Porcelany Stołowej „Karolina” z Jaworzyny Śląskiej. Rozpoczyna się okres restrukturyzacji spółki, sprzedano majątek zbyteczny w firmie, zwolniono część osób. Jednak nie pomaga to spółce. Dnia 6 lipca 2004 roku, Fabryka Porcelany „Książ” Spółka z o.o. w Wałbrzychu została postawiona w stan upadłości. Jej produkcja nadal jednak trwa a syndyk masy upadłościowej poszukuje nowego właściciela dla fabryki.
Tradycja produkcji porcelany w Szczawienku (Niedersalzbrunn) datuje się od końca XIX wieku. Funkcjonowały dwie fabryki, z których większe znaczenie miał założony w 1882 roku zakład Hermana Ohme. W 1945 roku obie fabryki uległy całkowitemu zniszczeniu.

### Stan obecny
Obecnie zakład postawiony jest w stan upadłości i ogłaszane są przetargi na sprzedaż całego majątku obecnej FP Książ. Do ważniejszych produktów zaliczamy porcelaną, vitroporcelanę i porcelanę chińską. Galanteria porcelanowa wykonywana jest z porcelany cienkościennej, odznaczającej się wybitną bielą oraz różnorodnym zdobieniem. „Książ” oferuje swoim klientom również porcelanę grubościenną, przeznaczoną głównie dla gastronomii.

## W kulturze
Produkcja porcelany w Wałbrzychu i kobiety pracujące w owych zakładach są przewodnim tematem projektu PORCELANA JEST KOBIETĄ, który rozpoczęto premierą spektaklu PILNIE KUPIĘ BIOGRAFIĘ w Teatrze Dramatycznym im. Jerzego Szaniawskiego w Wałbrzychu. Spektakl jest poświęcony losom pracownic zakładów produkujących porcelanę, ich powiązaniach ze strajkami w sierpniu 1980 roku i przemianą gospodarczą w latach 90., a także herstorii. Premiera miała miejsce 19 marca 2021 roku.